# Auvillers-les-Forges
 Auvillers-les-Forges  es una población y comuna francesa, en la región de Champaña-Ardenas, departamento de Ardenas, en el distrito de Charleville-Mézières y cantón de Signy-le-Petit.

## Demografía
| 803 | 811 | 784 | 799 | 822 | 833 |
| Para los censos de 1962 a 1999 la población legal corresponde a la población sin duplicidades (Fuente: INSEE [Consultar]) |     |     |     |     |     |